# 柳叶薯茛
柳叶薯茛（学名：Dioscorea lineari-cordata）又名柳叶薯蓣，为薯蓣科薯蓣属的植物，为中国的特有植物。分布于中国大陆的广东、湖南、广西等地，生长于海拔400米至750米的地区，常生于山坡灌丛或疏林中，目前尚未由人工引种栽培。
种名cordata意为心形的。